# Eupithecia lucigera
Eupithecia lucigera là một loài bướm đêm trong họ Geometridae.